# Cerocala oppia
Cerocala oppia är en fjärilsart som beskrevs av Druce 1900. Cerocala oppia ingår i släktet Cerocala och familjen nattflyn. Inga underarter finns listade i Catalogue of Life.